# 沃利斯克區

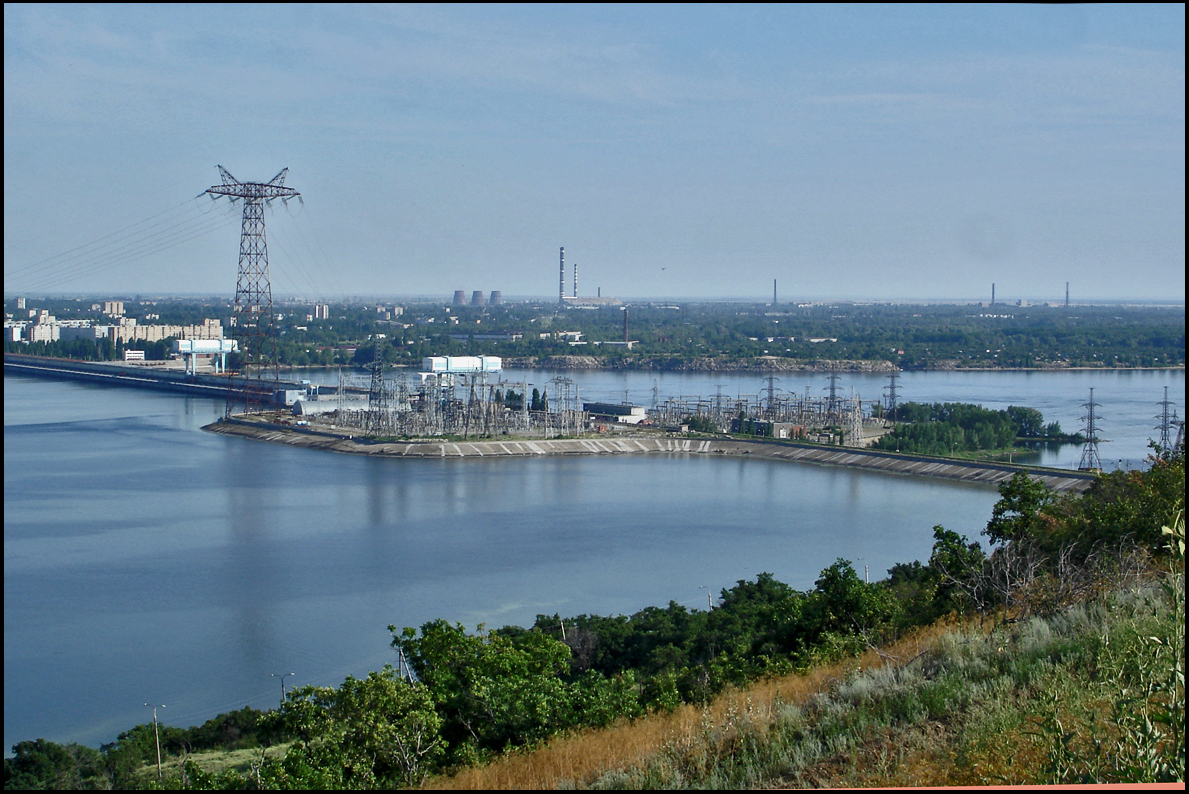

52°03′N 47°23′E / 52.050°N 47.383°E
沃利斯克區（俄语：Вольский район），是俄羅斯的一個區，位於該國西南部，由薩拉托夫州負責管轄，面積3,700平方公里，2010年該區人口27,457，人口密度每平方公里7.42人。